# Претња бомбама
Претња бомбама или бомбардовањем је претња, обично усмена или писмена, о активирању експлозивних направа или запаљивих уређаја да би се проузроковало оштећење имовине, смрт или повреда, било како било оваква направе заправо постоје.
Претња бомбама је постала проблем након Другог светског рата, када су САД одлучиле да бомбардују Јапан атомским бомбама.
1945. године, председник Хари Труман је навео да ће друштво у будућности можда дочекати време када ће бомбе бити прављене у тајности и коришћене без упозорења да би уништиле територије и неочекиване мете, или групе много веће величине и снаге, као што су нације и државе. Дана 6. августа 1945. године, америчка војска је успешно бомбардовала јапански град Хирошиму и довела ову претњу у реалност. Након овог бомбардовања које се десило без икаквог упозорења Јапану или његовим грађанима, америчка авијација је усвојила план који је извршио обавештење грађана и цивила када ће зона бити бомбардована или сматрана ратном зоном.
Бомбардовање је схаћено као озбиљна ствар и као такво кажњиво само по себи. Друштво је схватило све претње веома озбиљно, зато сто су цивили обично били преплашени њима и били су посвећени предузимању свих мера да би осигурали своју безбедност. Власти су штитиле предузимање мера заштите представом да свако бомбардовање има последице. Чак и лажне претње бомбама кажњиве су казном од 5.000 долара и са до 5 година затвора.
Кривични закон одређује жестоке казне. На пример, у Сједињеним Америчким Државама држава Масачусетс одређује казну до 20 година затвора и до 50.000 долара казне, и повраћај трошкова за ометање. Закон у Њујорку је направио Класу Е Фелони... за проблеме претње лажним бомбама усмерену према школи у држави Њујорк.
Неке законске одредбе укључују проблеме претњи, ослобађање или постављање других штетних чинилаца, као што су отрови, биолошко, патогене, радиоактивне материје, или чак опасно оружје. Друге одредбе повећавају казне за претње упућене специфичним местима или особама (објеката владе или великодостојника), и поседовање штетних уређаја или агената.
Манога истинита бомбардовања су настала као део других криминалних активности, као што су изнуђивање, подметање пожара, или отмице авиона. Актуелна бомбардовања ради злонамерног уништавања имања, тероризам, или убиства су цесто извршена без упозорења.
Одлука о евакуацији подручја или зграде, зависи од перцепције озбиљности претње. Може бити донете од стране локалних ауторитета или од стране стручњака из те области на основу става специјализованих служби о озбиљности претње. Када су у питању велики објекти може бити веома тешко осигурати одсуство било какве опасности од бомбе или неке сличне направе.